# The 30 Foot Bride of Candy Rock
The 30 Foot Bride of Candy Rock è un film del 1959 diretto da Sidney Miller, con Lou Costello, attore comico noto in italia col nome di "Pinotto", qui al suo ultimo film. Il film non è mai uscito in Italia.

## Trama
Artie Pinsetter è uno spazzino, ma è anche un inventore dilettante, aiutato nelle sue mansioni dal suo fido cane.
Artie è fidanzato con la bella Emmy Lou, ma dopo essersi esposta ad alcune radiazioni vicino ad una grotta, si ingrandisce raggiungendo un’altezza di 10 metri.
Il povero Artie corre ad avvisare suo zio, ma quest’ultimo fraintende, credendo che la nipote sia incinta, chiedendo ad Artie di sposarla immediatamente.
Dopo varie vicissitudini, tra cui l’invio di alcuni militari inviati dal governo per uccidere “il mostro”, il povero Artie riesce a far tornare la sua amata alle dimensioni normali.

## Produzione
The 30 Foot Bride of Candy Rock è stato girato dal 3 al 22 dicembre 1958 ed è l'unico film in cui Lou Costello ha recitato senza il suo partner professionale di lunga data, Bud Abbott.
Si basa su una sceneggiatura originale intitolata "The Secret Bride of Candy Rock Mountain".
Il film fu distribuito nell'agosto 1959, cinque mesi dopo la morte di Costello.
Gran parte delle riprese esterne furono girate all'Iverson Movie Ranch a Chatsworth, in California, tra cui una serie di scene del fienile. Il fienile faceva parte di un ranch nell'Upper Iverson noto come "Fury Set", originariamente costruito per la serie televisiva Furia.